# Park Mi-young
Park Mi-young, född 17 november 1981 i Daegu, Sydkorea, är en sydkoreansk bordtennisspelare som tog OS-brons i damlag i Peking år 2008 tillsammans med Kim Kyung-ah och Dang Ye-seo.

## Meriter

### Olympiska meriter

#### Olympiska sommarspelen 2008
| Idrottare     | Gren   | Grundomgång          | Omgång 1             | Omgång 2             | Omgång 3              | Omgång 4                 | Kvartsfinal          | Semifinal            | Final                |
| Idrottare     | Gren   | Motståndare Resultat | Motståndare Resultat | Motståndare Resultat | Motståndare Resultat  | Motståndare Resultat     | Motståndare Resultat | Motståndare Resultat | Motståndare Resultat |
| ------------- | ------ | -------------------- | -------------------- | -------------------- | --------------------- | ------------------------ | -------------------- | -------------------- | -------------------- |
| Park Mi-young | Singel |                      |                      |                      | Kim Jeong (PRK) W 4-0 | Wang Nan (CHN) (3) L 2-4 |                      |                      |                      |